# Frutigtal

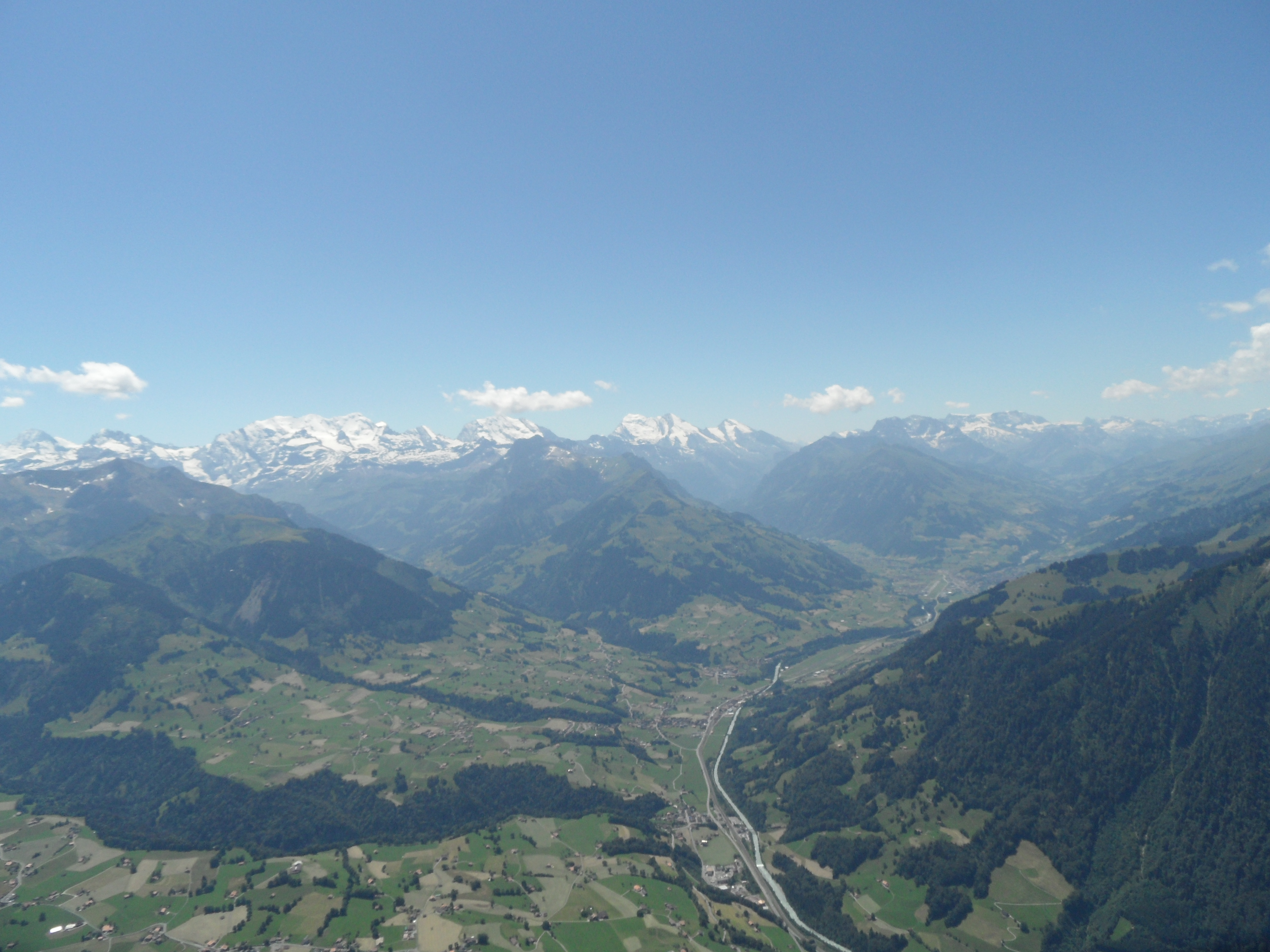
Das Frutigtal, Blick nach Süden

Das Frutigtal ist die Bezeichnung für das Kandertal unterhalb von Frutigen und der Einmündung der Engstlige in die Kander. Es ist ein breites Trogtal, das in einem Bogen um den Niesen von Frutigen (860 m) zum Thunersee (560 m) hinabführt.
Auf der Ostseite münden das Kiental bei der Ortschaft Kien und das Suldtal bei Mülenen ins Frutigtal, die steile Westseite ist durch tiefe Bachrinnen geprägt.
Das Frutigtal hat nur zwei grössere Ortschaften, Frutigen und Reichenbach im Kandertal. Als Siedlungstyp dominieren im Tal verstreute bäuerliche Einzelanwesen, die sich als Bäuert organisieren, das landestypische Haus ist das Frutighaus, ein Blockhaus, dessen Frontseite in Wohn- und Ökonomieteil geteilt ist.
Verkehrsmässig erschlossen ist das Frutigtal durch die Lötschberglinie.
Koordinaten: 46° 35′ 50,9″ N, 7° 39′ 39,6″ O; CH1903: 617040 / 160715